# План «Вайс»

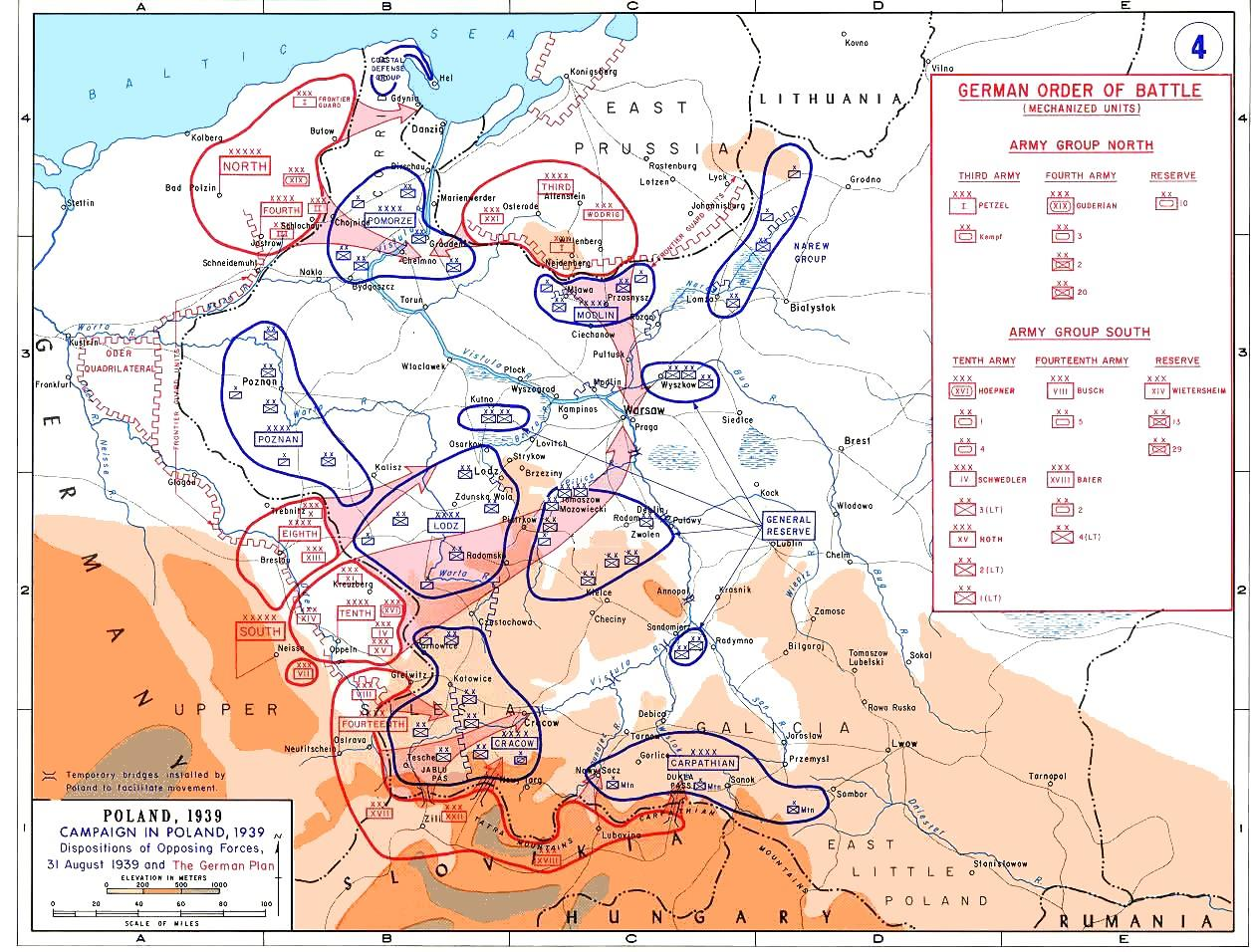
Диспозиция сил противников на 31 августа 1939 года и польская кампания 1939 года

Бе́лый план, Вайс-план, План «Вайс» (нем. Fall Weiß) — немецкий стратегический план военных действий против Польши. Разрабатывался в апреле — июне 1939 года, был реализован с началом вторжения в Польшу 1 сентября 1939 года.

## Концепция действий
Планом изначально предполагалось начало военных действий без объявления войны и стремительное наступление (концепция блицкрига) максимальными силами за счёт ослабления войск, прикрывающих границы с Францией и странами Бенилюкса. Решающие успехи на этом направлении должны были проявиться ранее, чем союзники Польши преодолеют укрепления вдоль французской границы на т. н. «линии Зигфрида» и выйдут к Рейну. Сковывание возможных нежелательных действий войск гарантов Польши, оценивавшихся в 80-90 дивизий, должны были осуществлять 36 плохо обученных и недоукомплектованных дивизий, почти не обеспеченных танками и авиацией.
Внезапное вторжение на польскую территорию должно было упредить организованную мобилизацию и сосредоточение польской армии. За две недели намечалось полностью уничтожить польскую армию и оккупировать всю страну.
План строился на широком использовании авиации и, прежде всего, пикирующих бомбардировщиков, на которые возлагалась задача поддержки наступления подвижных соединений с воздуха. ОКХ отказалось от использования танков для усиления пехотных дивизий — почти вся бронированная техника была сосредоточена в пяти моторизованных корпусах: 14-м, 15-м, 16-м, 19-м и горном (18-м). Эти соединения должны были найти слабые места в обороне противника, преодолеть её с ходу и выйти на оперативный простор, обходя фланги польских армий. В дальнейшем предполагалось решительное сражение на окружение и уничтожение, причём пехотные корпуса должны были действовать против фронта противника, а подвижные части — атаковать его с тыла.
Эта концепция ни разу не была проверена на практике и смотрелась не слишком убедительно. Даже немецкое руководство сомневалось в её действенности, свидетельством чему — выделение 10-й танковой дивизии из состава 19-го моторизованного корпуса в «непосредственное подчинение» командующего группой армий «Север» и создание отдельного Восточнопрусского танкового соединения (обычно называемого танковой дивизией «Кемпф» по имени его командира), не включённого в состав танковых корпусов.

## План
Немецкие войска должны были вторгнуться в Польшу в трёх направлениях:
- главный удар с территории Германии через западную границу Польши.
- удар с севера из Восточной Пруссии.
- удар немецких и союзных словацких войск с территории Словакии.

Все три направления удара сходились в районе Варшавы, где планировалось окружить и уничтожить польскую армию западнее Вислы.
Группа армий «Юг» имела задачу наступать с территории Силезии и Словакии в общем направлении на Варшаву, выйти к реке Висле и, сомкнувшись с группой армий «Север», совместно уничтожить остатки польских войск в западной Польше. Главная роль отводилась 10-й армии, которая должна была наступать в направлении Варшавы и выйти к Висле на участке между устьями рек Бзура и Вепш. 8-я армия, располагавшаяся севернее 10-й, должна была наступать на Лодзь и прикрыть северный фланг 10-й армии. 14-я армия, базировавшаяся к югу от 10-й, должна была взять Краков, захватить переправы на реке Дунаец и далее наступать на Сандомир, поддерживая безостановочное наступление и не позволяя польской армии создавать укреплений на реках.
Группе армий «Север» ставилась задача наступать с территории Померании (4-я армия) и Восточной Пруссии (3-я армия) в общем направлении на Варшаву и, сомкнувшись с группой армий «Юг», совместно уничтожить остатки польских войск севернее Вислы. 4-я армия должна была во взаимодействии с западными частями 3-й армии занять левый берег Вислы в районе Хелмно и наступать в юго-восточном направлении на Варшаву. 3-й армии предстояло действовать к северу от реки Нарев, далее наступая на Варшаву и Седльце.
Между группами армий «Север» и «Юг» находился большой участок границы, занятый малым числом войск. В их задачу входило своими действиями ввести в заблуждение противника относительно направлений главных ударов, а также сковать польскую армию «Познань».

## Аналогичные планы
Наряду с Белым планом были разработаны другие стратегические планы:
- План «Грюн», Зелёный план (нем. Fall Grün, 1938) — план вторжения в Чехословакию.
- План «Гельб», Жёлтый план (нем. Fall Gelb, 1940) — план вторжения в Бельгию, Нидерланды, Люксембург.
- План «Рот», Красный план (нем. Fall Rot, 1940) — план военных действий на территории Франции.
- План «Блау», Голубой план (нем. Fall Blau, 1942) — план военных действий на Кавказе.